# دمیتری مازانکو
دمیتری مازانکو (ارمنی: Դմիտրի Մազանկո؛ انگلیسی: Dmitriy Mazanko؛ ۲۱ مارس ۱۹۸۷ ) بازیکن هاکی روی یخ اهل ارمنستان در پست دروازه‌بان است.

## باشگاهی
از باشگاه‌هایی که در آن بازی کرده‌است می‌توان به باشگاه هاکی روی یخ دینامو ایروان، باشگاه هاکی روی یخ پغپغنر، BKMA Yerevan اشاره کرد.

## تیم ملی
وی همچنین در تیم ملی هاکی روی یخ مردان ارمنستان بازی کرده‌است